# Aglaja Veteranyi
Aglaja Veteranyi (Bucareste, 7 de Maio de 1962 – Zurique, 3 de Fevereiro de 2002), foi uma escritora romena, de expressão alemã.

## Sobre Aglaja Veteranyi
Aglaja Veteranyi nasce em uma familia de artistas circenses. Vive uma infância nômade, seguindo os pais em turnês através da Europa, América do Sul e África. Também participa  ativamente dos espetáculos do circo, desde os três anos. Em 1977 a família foge da ditadura romena e se refugia em Zurique. Aos 15 anos, Aglaja ainda era analfabeta. Aprende, como autodidata uma nova língua, o alemão. 
Na Suíça, estuda arte dramática e a partir de 1982, dedica-se à literatura. Em 1993, com o escritor René Oberholzer, funda o grupo literário experimental  Die Wortepumpe. Em 1996, com seu companheiro  Jens Nielsen,  constitui o grupo teatral Die Engelmaschine. 
Seus textos começam a ser publicados em antologias e revistas literárias. Em 1999, sai seu primeiro romance, Warum das Kind in der Polenta kocht (trad. pt. Por que a criança cozinha na polenta). Trata-se de uma história fortemente autobiográfica, narrada por uma menina que se defende da degradação que a rodeia através da imaginação infantil. A protagonista é filha de artistas de circo - um palhaço e  uma mulher  que se faz pendurar pelos cabelos, no meio do picadeiro.  Sua irmã a distrai do transe provocado pelo número da mãe, noite após noite, contando-lhe a lenda romena do menino que é cozido na polenta. Assim, ambas conseguem escapar da realidade e reinventar suas vidas a partir do absurdo.
O livro teve grande sucesso, tendo sido traduzido em diversas línguas e adaptado para o teatro.  Recebeu vários prêmios, dentre os quais  o Adelbert-von-Chamisso-Preis da Fundação Robert Bosch (2000) e o Berliner Kunstpreis.
Em 2002, aos 39 anos, Aglaya Veteranyi se suicida, afogando-se ao lago de Zurique.
Seu segundo romance,  Das Regal der letzten Atemzüge (trad. pt. A prateleira dos últimos suspiros), que de fato fora escrito antes da publicação de Por que a criança cozinha na polenta, é publicado postumamente. Em 2004, é publicado o projeto em que a autora trabalhava pouco antes de sua morte: uma coletânea de contos e fragmentos literários, intitulada  Vom geräumten Meer, den gemieteten Socken und Frau Butter. 

## Obras
- Ein Totentanz: Geschenke.  Zürich, Edition Peter Petrej,1999.
- Warum das Kind in der Polenta kocht. Stuttgart, Deutsche Verlags-Anstalt, 1999.
- Das Regal der letzten Atemzüge. Stuttgart und München, Deutsche Verlags-Anstalt, 2002.
- Vom geräumten Meer, den gemieteten Socken und Frau Butter. München, Deutsche Verlags-Anstalt, 2004.